# 玛丽娜·弗拉迪
玛丽娜·弗拉迪（法語：Marina Vlady，1938年5月10日—），法国女演员。曾获得1963年戛纳电影节最佳女演员奖。

## 家庭
第一任丈夫罗伯特·侯赛因为法国演员、编剧。